# 주름개미속
주름개미속은 개미의 한 속으로서 개미의 한 아과인 두배자루마디개미아과에 속한다.

## 특징
일개미들이 2~4mm정도이며 수개미들은 마디가 11개인 더듬이를 가지고 있다.